# 효간공 이정영 묘역
효간공 이정영 묘역(孝簡工 李正英 墓域)은 조선후기 문신 서곡 이정영의 묘이다. 1994년 5월 10일 서울특별시의 유형문화재 제94호로 지정되었다.

## 개요
조선 후기의 문신인 서곡(西谷) 이정영(1616∼1686)의 묘이다.
인조 14년(1636) 별시문과에 병과로 합격하였으며, 병자호란이 일어나자 소현세자가 볼모로 중국 심양(지금의 북경)에 갈 때 따라 갔으며 귀국해서는 여러 벼슬을 역임하였다. 효종 2년(1651) 교리로서 술에 취하여 경연에 나갔다가 탄핵을 받아 파직하였으며 그후 현종 1년(1660) 대사간이 되었고, 이듬해 진위겸 진향부사로 중국 청나라에 다녀와 평양도 관찰사가 되었다. 1672년 한성부판윤으로 다시 동지부사가 되어 청나라에 다녀왔다. 1674년 현종이 죽자 산릉도감당상을 거쳐 이조판서가 되었고, 숙종 3년(1677) 형조판서로 시관이 되어 부정을 저지른 죄목으로 철원에 유배되었다가 풀려났다. 이어 판돈녕부사가 되었고 1685년 기로소에 들어갔다.
묘소는 서울특별시 동작구 사당동에 있으며, 묘 앞에는 묘비·상석이 있고 좌우로는 망주석(望柱石:멀리서도 무덤이 있음을 알려주는 돌기둥)·문인석이 있다.

## 같이 보기
- 이정영

## 참고 문헌
- 효간공 이정영 묘역 - 국가유산청 국가유산포털
- 본 문서에는 서울특별시에서 지식공유 프로젝트를 통해 퍼블릭 도메인으로 공개한 저작물을 기초로 작성된 내용이 포함되어 있습니다.